# Бжеський Роман Степанович
Рома́н Бже́ський (літературні псевдоніми: Гармаш, Дажбожич, Десняченко Роман, Задеснянський Роман, Задніпрянський Роман, Мазепинець Іван, Млиновецький Р., Орликівець Р., Роберт Паклен, Характерник; 4 квітня 1897, Ніжин — 4 квітня 1982, Детройт, США) — український державний діяч доби УНР та на еміграції. Організатор українського війська та безпосередній учасник боїв з російськими військами 1918—1919. Ідеолог модерного українського націоналізму. Також дослідник української історії, літературознавець, журналіст і публіцист.

## Походження
Роман Бжеський народився 4 квітня (23 березня за старим стилем) 1897 року в Ніжині (тоді Чернігівська губернія, тепер Чернігівська область, Україна) в родині інженера та колезького секретаря Стефана Антоновича Бжеського — поляка, який був прихильний до України. Мати — Олена Василівна Грищенко — походила з українського старшинського роду Грищенків, а бабуся по матері Юлія Пивинська була близькою родичкою Миколи Гоголя. Батько в 1920 році емігрував до Польщі, там і помер.
Попри римо-католицьке віросповідання батька, Роман був хрещений в Чернігові в православній Катерининській церкві 28 квітня 1897 року, як того вимагало законодавство Російської імперії для змішаних шлюбів католиків і православних.
Дитячі роки Романа Бжеського пройшли в місті Шостці Глухівського повіту, де батько служив акцизним чиновником. 1917 року Роман закінчив Чернігівську гімназію з військовою спеціалізацією в ранзі старшого унтер-офіцера.

## Політична діяльність
Роман Бжеський з юних літ ідентифікував себе українцем. У гімназійні роки увійшов до таємної молодіжної організації «Братство самостійників» (до неї належали також Павло Тичина, Василь Елланський, які пізніше вийшли з неї). Тоді ж познайомився з Євгеном Онацьким, Валентином Отамановським, Миколою Міхновським.
У серпні 1914 року в Спаському соборі в Чернігові юнак-гімназист Роман Бжеський склав присягу на вірність Братству самостійників. Прийняв цю присягу майбутній український письменник Аркадій Казка за дорученням Василя Елланського
Сповідуючи ідею незалежності України, з 1917 року поринув у вир політичної та воєнної боротьби. Був одним із організаторів у Чернігові українського полку ім. гетьмана Петра Дорошенка — керував культурно-політичною частиною полку. У червні 1917 року виконував обов'язки помічника начальника міліції 1-го міського району міста Чернігова. На Другому військовому з'їзді в Києві запропонував підняти повстання проти Росії, проти чого рішуче запротестували Симон Петлюра та Микола Порш. За уповноваженням Української Центральної Ради як повітовий інспектор організовував державну діяльність спочатку у Літині на Вінниччині, згодом — в Кролевці. Працював урядовцем у загальному департаменті Генерального секретаріату внутрішніх справ. Коли більшовицькі війська під командуванням Муравйова рушили на Київ, в час більшовицького повстання в Києві Роман Бжеський вступив до Першого Куреня Січових стрільців і в складі сотні Василя Кучабського хоробро захищав столицю.
Після окупації Києва більшовиками повернувся на Чернігівщину, де в березні 1918 року став одним з організаторів антибільшовицького повстанського загону. Після повернення до Києва знову працював урядовцем Міністерства чужоземних зносин в урядах Центральної Ради та Гетьманату. Навесні 1918 р. їздив як уповноважений від уряду України до Москви на дипломатичні переговори з Георгієм Чічеріним, Левом Караханом. За гетьманування Павла Скоропадського був активним членом партії хліборобів-демократів, разом з Д. Донцовим та М. Міхновським.
Після поразки Визвольних змагань й арешту більшовиками у 1920 році Бжеський втікає на Волинь й поселяється в Крем'янці: працює директором української книгарні повітового товариства «Просвіта», засновує таємні навчальні гуртки, у яких за підпільною системою «трійок» проводить заняття з українознавства, загальної та політичної освіти. Особливу увагу акцентує на вивченні націоналізму за Д.Донцовим. Освітній курс тривав 3-4 роки. Більшість з понад 50 осіб, які навчалися у цих гуртках, пізніше загинули в боротьбі за незалежну Україну.
У цей час Бжеський декілька разів нелегально переходить на територію радянської України, зустрічається зі своїми друзями, не раз потрапляє до тюрми. За власним свідченням, за період з 1917 року до 1939 року він був 17 разів заарештований, отримав кілька присудів смерті. 1934 року став одним з перших в'язнів польського концтабору в Березі-Картузькій.
Після окупації Західної України СРСР у 1939 році Р. Бжеський разом з дружиною Надією переїжджає до Кракова. Та в 1941 році Бжеські знову повертаються до Крем'янця.

## Історико-публіцистична діяльність
Роман Бжеський — плідний і талановитий літератор, історик, публіцист і, навіть, художник за покликанням (навчався в школі Г. Нарбута).
Бібліографія його праць, на жаль, неповна, зібрана та дбайливо видана зусиллями Надії Бжеської, налічує 128 позицій: Роман Бжеський. Бібліографія друкованих праць// Уклала Н. Бжеська. — Торонто, 1988. — 44 с.
Роман Бжеський активно працював «Літературно-Науковому Віснику» під редакцією Дмитра Донцова, друкуючи на його сторінках вірші, статті, спогади «Згадки з минулого. 1916—1921 роки». На прохання культурної референтури ОУН, яку очолював поет Олег Ольжич, він готував політико-освітню літературу для похідних груп ОУН.
1941 року Роман Бжеський повертається з Кракова до Крем'янця і з 1942 року стає заступником редактора газети «Волинь», яка виходила в Рівному під час нацистської окупації (09.1941 р. — 01.1944 р.) під редакцією Уласа Самчука до його арешту гітлерівцями в 1943 році. Газету творили графік Ніл Хасевич, журналісти О. Давен, Л. Чаплей, Олег Штуль, у ній друкували свої твори Юрій Горліс-Горський, Євген Маланюк, Олег Ольжич, Олена Теліга та інші українські поети й письменники, політичні й громадські діячі.
1943 року Р. Бжеський на запрошення Ольжича разом із родиною виїхав до Праги, де працював на замовлення видавництва УНО, збирав матеріали для нових публікацій у бібліотеках та архівах. Там були написані такі твори, як «Історія українського народу», «Біла книга. Національна і соціяльна політика совєтів на службі московського імперіялізму».
Після Праги Роман Бжеський, пройшовши з родиною через табори для переміщених осіб, на декілька років осів у Мюнхені (1946—1950 рр.), після чого на стале переїхав до США, де мешкав у Детройті.
Мюнхенський та детройтський періоди його літературної та публіцистичної діяльності були надзвичайно плідними. Видані ним в умовах матеріальної скрути журнали, серії та книжки, багато з них на циклостилі, порушували засадничі теми української історії, політики, культури, літературознавства. Він автор ґрунтовних досліджень про Т. Шевченка, Лесю Українку, гетьмана І. Мазепу, М. Куліша, М. Хвильового та інших видатних постатей, нарисів з історії українських визвольних змагань, курсів з українського націоналізму, публікацій про голодомор в Україні.
Помер Роман Бжеський 4 квітня 1982 році в Детройті, проживши плідне і надзвичайно працьовите життя. Похований на православному цвинтарі в Саут-Баунд-Бруку.
Академік Ярослав Дашкевич- один із перших дослідників життя і діяльності Романа Бжеського, вважає: « Ця людина і її творчість не заслуговують на забуття».
Документальна спадщина Романа Бжеського, згідно з волею його дочки Маргарити Бжеської-Андраде, передана в Україну та розділена між двома організаціями. Архів передано на зберігання в Центр досліджень визвольного руху, а бібліотеку у липні 2014 року передано на зберігання до Центрального державного архіву зарубіжної україніки.

## Вибрані публікації
- Згадки з минулого (1916—1921) // Літ.-наук.вісник. — Львів, 1924. — № 7, 9; — 1925. — № 6, 10—11; — 1927. — № 11.
- Кілька уваг з приводу чужих схем сходу Європи (протягом VI—XV ст.) в нашій історіографії // Літ.-наук.вісник. — Львів, 1926. — № 6;
- Біла книга. Національна і соціяльна політика совітів на службі московського імперіялізму. (на основі автентичних урядових совєтських даних. — Прага, 1943. — 220 с. (перевидано: Київ, Українська видавнича спілка ім. Ю. Липи, 2008. — 216 с. ISBN 978-966-1513-04-3)
- Паклен Р. Основи націоналістичного світогляду і українські націоналісти : у трьох томах. — Б. м. : Чужина, 1969–1977–1978.
- Політичні ідеї «ваплітян» і українська політична думка. — Мюнхен, 1948. — 114 с.
- Трагедія Хвильового — трагедія нашого покоління. — Детройт, 1952. — 80 с.
- Історія українського народу. (Нариси з політичної історії). — Мюнхен, 1953. — 643 с.
- Переяславська умова в планах Б.Хмельницького та «переяславська легенда». — Торонто, 1954. — 32 с.
- Правда про московську національну політику на Україні та за її межами. — Детройт, 1959. — 131 с.
- Нариси з стародавньої та давньої історії українського народу. — Мюнхен, 1964. — 643 с.
- Нариси з історії Українських визвольних змагань 1917—1922 рр. (Про що історія мовчить): У 3-х кн. — Детройт, 1966 — 1967 (Т. 2. [Архівовано 15 серпня 2016 у Wayback Machine.]).
- Апостол української національної революції. — Мюнхен, 1969. — 394 с.
- Гетьман Мазепа у світлі фактів і дзеркалі «історій». — Торонто, 1976. — 376 с.
- Задеснянський Р. Правда про Мосендза і його твори. — Торонто : Гомін України, 1977. — 120 с. Архівовано з джерела 22 лютого 2020
- Що нам дав Хвильовий? — Торонто, 1979. — 266 с.
- Голод на Україні і «таємнича рука». — Торонто, 1982. — 308 с.

## Вшанування пам'яті
В Чернігові (район Бобровиці) існують вулиця та провулок Романа Бжеського.
12 жовтня 2016 в чернігівському КМЦ «Інтермеццо» до Дня захисника України відкрита музейна кімната «Молодь у революційних подіях: 1917—1920 та 2014—2016 років». Частину експозиції становлять особисті речі Романа Бжеського
5 квітня 2017 року на державному рівні в Україні відзначалась пам'ятна дата — 120 років з дня народження Романа Бжеського (1897—1982), громадського діяча, літературознавця, історика, журналіста, публіциста.

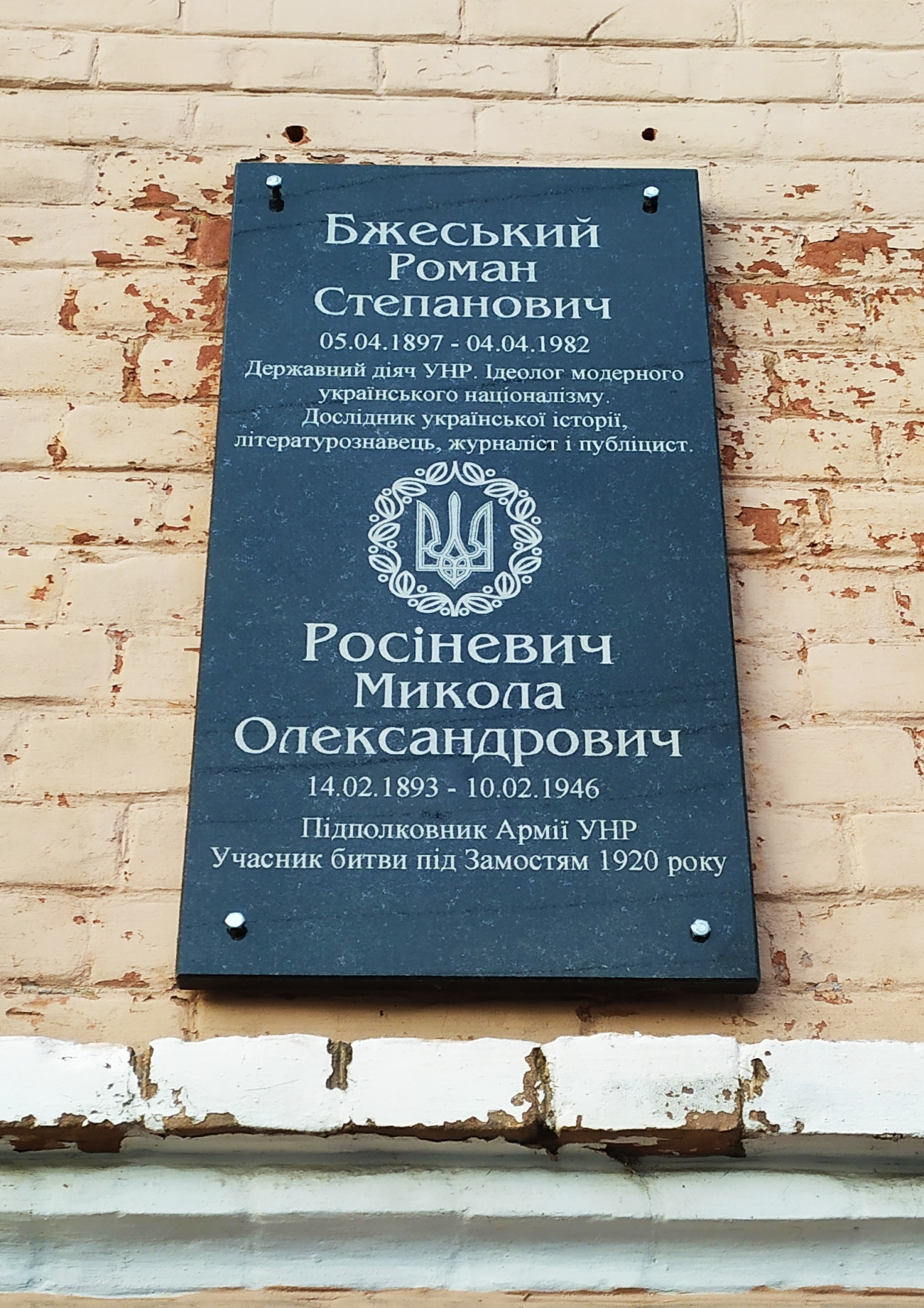
Пам'ятна дошка Роману Бжеському та Миколі Росіневичу, Ніжин.

14 жовтня 2018 року в Ніжині на Стіні Героїв Романові Бжеському було відкрито меморіальну дошку.